# 안네그레트 크람프카렌바우어
안네그레트 크람프카렌바우어(독일어: Annegret Kramp-Karrenbauer, 혼전 성씨: 크람프(Kramp), 1962년 8월 9일 ~ )는 독일의 정치인으로 자를란트의 주총리, 독일 기독교민주연합의 사무총장, 기독교민주연합의 당수를 역임했다. "AKK"라는 약칭으로도 알려져 있다.
앙겔라 메르켈이 2018년 12월 7일에 열린 기독교민주연합의 대표 선거에 출마하지 않고 차기 총리직에도 도전하지 않는다고 선언함에 따라 "메르켈의 후계자"로 불리며 대표 선거에 출마하여 각종 여론조사에서 지지율 1위를 달렸고, 결국 당선되어 대표에 취임하였다.
현재 차기 총리 주자 지지율로써는 18%로, 녹색당의 로베르트 하베크 (45% ~ 35%), 사민당의 올라프 숄츠 (23% ~ 21%)에 이은 3위이다.